# جو بلاك
جو بلاك (بالإنجليزية: Joe Black)‏ هو لاعب كرة قاعدة أمريكي، ولد في 8 فبراير 1924 في بلينفيلد في الولايات المتحدة، وتوفي في 17 مايو 2002 في سكوتسديل في الولايات المتحدة بسبب سرطان البروستاتا.

## وصلات خارجية
- جو بلاك على موقعبيزبول رفرنس.كوم (الدوري الرئيسي) (الإنجليزية)
- جو بلاك على موقعبيزبول رفرنس.كوم (الدوري الثانوي) (الإنجليزية)
- جو بلاك على موقع مشجعي الرسوم البيانية (الإنجليزية)